# Списак српских химни
Списак српских химни обухвата све незваничне и званичне националне химне коју је Србија имала кроз своју историју као и незваничне и званичне химне Црне Горе, Републике Српске и Републике Српске Крајине. Списак садржи и народну химну посвећену Светом Сави, првом српском архиепископу и оснивачу аутокефалне Српске православне цркве.
Химна Светом Сави и Востани Сербије спадају у прве (додуше незваничне) српске химне. Тачан датум настанка химне која је посвећена светитељу Сави Немањићу није позната, док је Песма на инсурекцију Сербијанов, тј. Востани Сербије, настала 1804. када ју је спевао српски просветитељ Доситеј Обрадовић из жеље да поздрави избијање Првог српског устанка. Међутим, прва службена, државна химна Србије била је Боже правде коју је написао Јован Ђорђевић а компоновао Даворин Јенко, која уједно спада у старије химне у свету. Боже правде је била и званична химна Републике Српске (до 2008. када је усвојена химна Моја Република) и Републике Српске Крајине. Прва званична химна црногорске државе била је Убавој нам Црној Гори песника Јована Сундечића и композитора Јована Иванишевића.
Српски народ је дуго певао и Химну Краљевине Југославије као и Хеј, Словени (које нису изворне српске химне) у тренуцима када је исти био део Краљевине Срба, Хрвата и Словенаца, односно Југославије, Федеративне Народне и Социјалистичке Федеративне Републике Југославије, Савезне Републике Југославије и Државне заједнице Србије и Црна Горе. Иако су ове химне биле са ширег државно-правног нивоа организовања и удруживања и не химне Србије као такве, због дужине трајања поменутих држава, оне су укључене у списак.
Тренутна химна Црне Горе, Ој, свијетла мајска зоро, издвојена је у посебан одељак. Наиме, садашња црногорска химна представља обраду изворног текста народне српске песме Ој, јунаштва свијетла зоро, чији први помен потиче из 1863. године, када је изведена у Београду, у склопу драме Бој на Грахову, коју су написали Јован Цар и Обрад Витковић. После стицања независности Црне Горе 2006, током јавне расправе о избору химне, покренута су бројна питања о знатним одступањима званично усвојеног наслова и текста у односу на изворне облике. Између осталог, одлучено је да се као трећа и четврта строфа званичног текста химне усвоје делови песме Вјечна наша, коју је 1944. године испевао црногорски правник и политичар Секула Дрљевић, познат по својим фашистичким ставовима.

## Химне Србије
| Назив химне Инструментално/хорско извођење   | Година настанка | У службеној употреби  | Творац/ци                                                                                    | Држава                               | Додатне информације |
| -------------------------------------------- | --------------- | --------------------- | -------------------------------------------------------------------------------------------- | ------------------------------------ | --- |
| Востани Сербије                              | 1804.           | /                     | Текстописац: Доситеј ОбрадовићКомпозитори: Варткес Баронијан, Златан Вауда, Љуба Манасијевић | Карађорђева Србија                   | Незванична државна химна. Востани Сербије је била једна од првих српских песама химнистичког карактера, настала непосредно пред почетак Првог српског устанка, а њен творац је Доситеј Обрадовић. Ова песма није имала композицију, те је на скуповима и у свечаним моментима само декламована. Песма је штампана у Венецији 1804. а прештампана је 1833. у Београду, као додатак Доситејевој аутобиографији Живот и прикљученија Димитрија Обрадовића, а објављена је и 1911. у склопу сабраних Доситејевих дела. Песма је имала седам строфа и рефрен који се понављао након сваке строфе. Прве две строфе песме добиле су касније савремену мелодијску обраду у аранжманима тројице српских композитора. |
| Непознат /                                   | 1866.           | /                     | Текстописац: Јован Јовановић ЗмајКомпозитор: Корнелије Станковић                             | Кнежевина Србија                     | Било је у плану да буде државна химна. Кнез Михаило Обреновић имао је за циљ да Србија добије своју званичну химну. Посао је поверио тадашњем начелнику у министарству просвете и црквених дела Љубомиру Ненадовићу. Он је упутио писмо песнику Ђури Јакшићу, 1864. године, с предлогом да напише стихове прве српске химне. Међутим, Јакшић није одговорио на писмо. Потом су послата писма свим виђенијим песницима тог времена, али опет није дошло до решења. Ненадовић је потом оптужен за мито. Следеће 1865. године, на захтев владе, стихове је написао Јован Јовановић Змај. Компоновање је поверено Корнелију Станковићу, који је био на самрти. Међутим, њихова химна никада није изведена и губи јој се траг. |
| Боже правде                                  | 1872.           | 1882—1903. 1909—1918. | Текстописац: Јован ЂорђевићКомпозитор: Даворин Јенко                                         | Краљевина Србија                     | Прва званична државна химна. Спада међу старије химне у свету. Поред тога, по оцени тадашњих међународних ауторитета из бранше, уврштена је међу најлепшим светским химнама. Наиме, уочи Другог светског рата, на великом међународном скупу Музичке конфедерације, одржаном у Паризу, ова српска химна је проглашена за једну од три најлепше на свету. После убиства кнеза Михаила, на престо је 1872. ступио Милан Обреновић који је прослављао пунолетство. Тада је наручио позоришни комад од управника Народног позоришта у Београду, Јована Ђорђевића, који је брзо написао и представио драму Маркова сабља (с циљем величања српске историје и династије Обреновић) и у оквиру ње песму Боже правде, за коју је музику компоновао Словенац Даворин Јенко. Убрзо је Ђорђевићева песма међу народом стекла већу популарност од самог комада и 1882, поводом Милановог устоличења за српског краља, Ђорђевић је текст прерадио и тако је његова нова верзија постала прва званична химна Србије. Године 1903, након Мајског преврата, гаси се династија Обреновић и на чело Србије дошли су Карађорђевићи. Нови српски краљ Петар I желео је да промени државна обележја, па и химну, по мери Карађорђевића. Аустријски композитор из Беча, Август Штол, саставио је песму за српског краља. Петру се композиција није свидела. Безуспешно су пролазили и разни конкурси у којима су учествовали многи српски песници (одбијен је био и Алекса Шантић). На крају је 1909. одлучено да се поново озваничи химна Боже правде, с мањим изменама текста. |
| Ој Србијо, мила мати (тражи се звучни запис) | 1860.           | /                     | Текстописац: Лука СарићКомпозитор: Војтех Шистек                                             | Подручје Војног заповедника у Србији | Незванична државна химна. Првобитно названа Србији, песма Ој Србијо мила мати први пут је објављена 1860. а написао ју је новосадски песник Лука Сарић. Чешки композитор Војтех Шистек стигао је у Србију 1887. Музику на стихове Луке Сарића компоновао је 1891. Током Другог светског рата коришћена је као химна Владе народног спаса Милана Недића за време немачке окупације Србије (1941—1944). |
| Боже правде ·                                | 1872.           | 2006—данас            | Текстописац: Јован ЂорђевићКомпозитор: Даворин Јенко                                         | Република Србија                     | Србија је своја државна знамења решила да обнови 2004. То се односило и на химну; препорука о коришћењу грба, заставе и химне Републике Србије, усвојена је једногласно у Народној скупштини Србије 2004. Након одвајања Црне Горе из заједнице СЦГ и службено је одлучено да нова званична химна, установљена 7. чланом Устава Републике Србије, постане Боже правде. Пошто је Србија по уређењу република, усвојена верзија химне је претрпела највише измена у својој повести будући да су сви стихови који су имали монархистички призвук или уклоњени или замењени. |

## Химне Југославије
| Назив химне Инструментално извођење                                                      | Година настанка | У службеној употреби | Творац/ци                                                                                          | Држава                                                   | Додатне информације |
| ---------------------------------------------------------------------------------------- | --------------- | -------------------- | -------------------------------------------------------------------------------------------------- | -------------------------------------------------------- | --- |
| Химна Краљевине Срба, Хрвата и Словенаца (до 1929) Химна Краљевине Југославије (од 1929) | 1919.           | 1919—1941.           | Текстописци: Јован Ђорђевић, Антун Михановић, Симон ЈенкоКомпозитори: Даворин Јенко, Јосиф Руњанин | Краљевина Срба, Хрвата и Словенаца Краљевина Југославија | Уједињење у Краљевину Срба, Хрвата и Словенаца 1918. поставило је и питање коришћења државне химне. Иако није било службеног закона о истој, спојене су народне химне сва три јужнословенска народа и образована је химна Краљевине СХС/Југославије. Певани су стихови Боже правде, затим стихови хрватске песме Лијепа наша домовино и потом словеначке песме Напреј застава славе, све с првим и последњим строфама. Оркестрацију нове химне урадио је композитор Станислав Бинички. Из стихова српске химне, избачен је придев „српски” и замењен са „наш”. Овим је и званично и практично Србија остала без своје химне. Капитулацијом и нестанком Краљевине Југославије у Априлском рату 1941. нестала је и преуређења национална српско-хрватско-словеначка химна. |
| Хеј, Словени                                                                             | 1834.           | 1988—1992.           | Текстописац: Само ТомашикКомпозитор: непознат                                                      | Социјалистичка Федеративна Република Југославија         | Песму је написао Словак Самуел-Само Томашик 1834, у време панславистичког покрета. Песми је најпре дао име Хеј, Словаци и написао је да се она пева на мелодију пољске песме Jeszczе Polska nie zginela. Касније је променио име песме и посветио је свим Словенима. Томашикова песма се брзо проширила и постала је песма националног позива на јединство у свим словенским земљама. Хеј, Словени је била свечана песма Народноослободилачке борбе и изведена је на првом и другом заседању АВНОЈ-а. Антикраљевски расположени партизани укинули су химну Краљевине Југославије и прихватили су Хеј, Словени. Међутим, она није била званично усвојена. Због недостатака у песми, већ 1946. расписан је конкурс за текст нове југословенске химне. Ни овај конкурс није донео жељене резултате (нису прихваћена решења Чедомира Миндеровића, Мире Алечковић, Николе Херцигоње...). Уставом СФРЈ из 1974. први пут се спомиње постојање химне, али без њеног назива. Законом о употреби грба, заставе и химне СФРЈ од 1977. службено је уређен статус химне Хеј Словени када је озваничена њена привремена употреба док се не утврди нова химна. Тек је 1988, посебним амандманом на савезни устав, Хеј, Словени постала званична химна СФР Југославије. |
| Хеј, Словени                                                                             | 1834.           | 1992—2003.           | Текстописац: Само ТомашикКомпозитор: непознат                                                      | Савезна Република Југославија                            | Након почетка распада Југославије и сецесије република почетком 1990-их, Хеј, Словени је поново постала државна химна и појавила се у Уставу СРЈ из 1992. На референдуму из 1992, на коме се одлучивало о будућим државним симболима Србије, између песама Востани Сербије, Боже правде и Марша на Дрину, изгласан је управо потоњи марш. Међутим, ова одлука није званично усвојена. |
| Хеј, Словени                                                                             | 1834.           | 2003—2006.           | Текстописац: Само ТомашикКомпозитор: непознат                                                      | Државна заједница Србија и Црна Гора                     | Сва државна обележја из доба СР Југославије су задржана, па тако и химна Хеј, Словени, пошто није донет споразум око националних симбола нове државе. Постојала је намера да се она замени за комбинацију српске и црногорске националне химне, Боже правде и Ој, свијетла мајска зоро. Договор Србије и Црне Горе био је постигнут, па се прибегло техничким детаљима. Посао аранжирања је одрадио композитор Слободан Марковић. али то није учињено. Против тога је била Српска православна црква, на челу с патријархом Павлом, кога су послушали и посланици владајуће већине из СНП-а, па није било већине за усвајање. Тадашњи патријарх је у писму надлежнима, између осталог, објаснио да је предлог химне „кентаур којим неко жели да се наруга Црној Гори, Србији и достојанству народа”. Претходно су пропали покушаји да нова химна заједнице буде црногорска традиционална песма Онамо, ’намо! из раздобља владавине Николе I Петровића Његоша. |

## Химне Црне Горе
| Назив химне                                   | Година настанка | У службеној употреби | Творац/ци                                              | Држава              | Додатне информације |
| --------------------------------------------- | --------------- | -------------------- | ------------------------------------------------------ | ------------------- | --- |
| Убавој нам Црној Гори (тражи се звучни запис) | 1865.           | 1870—1910.           | Текстописац: Јован СундечићКомпозитор: Јово Иванишевић | Кнежевина Црна Гора | Прва званична државна химна Црне Горе. Кнез Никола I Петровић Његош званично је прогласио Убавој нам Црној Гори државном химном 1870, након њеног првог јавног извођења на престоном Цетињу. Пет година раније, српски песник и свештеник Јован Сундечић написао је текст, а музику је компоновао Јован Ђуров Иванишевић, инспирисан мелодијом светосавске песме Ускликнимо с љубављу. Традиционалне химне Онамо, ’намо! и Ој, јунаштва свијетла зоро биле су популарне, али нису биле и националне химне. |
| Убавој нам Црној Гори (тражи се звучни запис) | 1865.           | 1910—1918.           | Текстописац: Јован СундечићКомпозитор: Јово Иванишевић | Краљевина Црна Гора | Након што је Црна Гора уздигнута на ранг краљевине, Убавој нам Црној Гори остала је државна химна, уз то да је стих у коме се спомиње „књаз Никола” промењен у „краљ Никола”. |

### Тренутна химна Црне Горе
| Назив химне Инструментално извођење | Година настанка                          | У службеној употреби | Творац/ци | Држава              | Додатне информације |
| ----------------------------------- | ---------------------------------------- | -------------------- | --- | ------------------- | --- |
| Ој, свијетла мајска зоро            | 1863. (изворна песма) 2004. (преуређена) | 2006—данас           | Текстописац: непознат (народна песма), преуредио Секула ДрљевићКомпозитор: непознат (народна песма), преуредио Жарко Мирковић | Република Црна Гора | Изворна песма Ој, свијетле мајске зоре настала је обрадом народне песме Ој, јунаштва свијетла зоро, чији први помен потиче из 1863, када је изведена у Београду, у склопу драме Бој на Грахову, коју су написали Јован Цар (отац познатог српског књижевника Марка Цара) и Обрад Витковић. Накнадним прерадама, првобитни текст је мењан путем скраћивања и(ли) додавања разних стихова или читавих строфа, што је узроковало настанком бројних варијанти које у мањој или већој мери одступају од изворног текста. Претпоставља се да је помен месеца маја својевремено унет у једну од верзија ове песме у спомен на долазак фашисте Секуле Дрљевића у Црну Гору из НДХ 1941. |

## Химне Републике Српске
| Назив химне Инструментално/хорско извођење | Година настанка | У службеној употреби | Творац/ци                                              | Држава/Ентитет   | Додатне информације |
| ------------------------------------------ | --------------- | -------------------- | ------------------------------------------------------ | ---------------- | --- |
| Боже правде ·                              | 1872.           | 1992—2008.           | Текстописац: Јован ЂорђевићКомпозитор: Даворин Јенко   | Република Српска | Године 1992, у Сарајеву, тадашња Скупштина српског народа у Босни и Херцеговини је донела Декларацију о проглашењу Републике српског народа Босне и Херцеговине. Проглашена је Република на подручјима српских аутономних регија и области и других српских етничких целина у Босни и Херцеговини, укључујући и подручја на којима је српски народ остао у мањини због геноцида који је над њим извршен током Другог светског рата. |
| Моја Република                             | 2008.           | 2008—данас           | Текстописац: Младен Матовић Композитор: Младен Матовић | Република Српска | Тренутна химна Републике Српске јесте композиција Моја Република творца Младена Матовића. До 2008. године, химна је била Боже правде. Уставни суд Босне и Херцеговине је 2007. објавио да је дотадашња химна Боже правде неуставна. Народна скупштина Републике Српске била је позвана да је промени. Покушај парламента да химна буде мелодија Боже правде, без текста, оспорен је пред Уставним судом Републике Српске. Народна скупштина РС је 2008. прогласила Моју Републику химном Републике Српске. Њену уставност потврдио је Уставни суд РС крајем исте године. |

## Химне Републике Српске Крајине
| Назив химне Инструментално/хорско извођење | Година настанка | У службеној употреби | Творац/ци                                            | Држава/Ентитет           | Додатне информације |
| ------------------------------------------ | --------------- | -------------------- | ---------------------------------------------------- | ------------------------ | --- |
| Боже правде ·                              | 1872.           | 1991—1995.           | Текстописац: Јован ЂорђевићКомпозитор: Даворин Јенко | Република Српска Крајина | Српска Крајина је постојала између 1991. и 1995. и основана је на територији Републике Хрватске у саставу Социјалистичке Федеративне Републике Југославије. Званична химна Републике Српске Крајине (РСК) била је Боже правде. Према усвојеном уставу из 1991. године, одређени су државни симболи — застава, грб и химна. Незванична химна РСК, која беше прилично популарна међу тамошњим народом, била је модификована верзија четничке песме Соколови, сиви тићи. |

## Химна Светом Сави
| Назив химне                               | Година настанка | Творац/ци                                                 | Додатне информације |
| ----------------------------------------- | --------------- | --------------------------------------------------------- | --- |
| Химна Светом Сави (тражи се звучни запис) | непозната       | Текстописац: непознатМузички обрадио: Корнелије Станковић | Претпоставља се да је Песн Светитељу Сави архиепископу сербскоме, тј. Химна Светом Сави, настала у Срему или крајем столећа или у раздобљу 1804—1817. године. Првобитан рукопис није сачуван, већ само препис из 1832. који је донео кувеждински јеромонах Силвестер Вучковић. Према неким изворима, управо је у Кувежедину химна и настала и певала се у манастирској цркви посвећеној Светом Сави и Светом Симеону. За годину настанка негде се чак наводи и 1735. Највероватније је писац ове химне био монах. Песма је дуго преписивана Васи Живковићи, свештенику из Новог Сада. Као творци се помињу још и Павле Стаматовић и Јован Григоријевић (обојица свештена лица). И поред недостатка података о творцу и настанку, ова химна сматра се једном од најстаријих српских химни, заједно с Востани Сербије. Једна од првих верзија светосавске химне, под називом Воскликнем љубовљу, могла се пронаћи у зборницима српског историчара Данила Медаковића и у типографији епископа будимског Платона Атанацковића, штампаном у Новом Саду шездесетих година века. Први нотни запис Светосавске химне забележио је Корнелије Станковић, после једне светосавске прославе у Бечу 1858. Најранији почеци у прослављању живота Светога Саве у школама везани су за Земун и 1812. Тада је основан школски фонд, баш за ову намену. Те године, 27. јануара, први пут је обележен као школска слава, Савиндан. Сама светосавска химна претрпела је доста измена, прво превођењем с црквенословенског на српски, а затим и изменама и допунама стихова. |

## Галерија
- Светом Сави је посвећена истоимена химна која се традиционална изводи на Савиндан у свим школама у Србији и Српској.
- Завршетак драмског текста Маркова сабља‎. Види се изворна верзија речи песме која је каснија постала српска државна химна Боже правде.
- Јован Ђорђевић је написао текст за данашњу химну Србије.
- Даворин Јенко је компоновао музику за данашњу химну Србије.
- Први нововековни краљ Србије, Милан Обреновић. Током његове владавине, Србија је по први пут добила службену државну химну.
- Црногорски књаз и први краљ нововековне Црне Горе, Никола I Петровић Његош, написао је текст за традиционалну црногорску химну Онамо, ’намо! и прогласио је Убавој нам Црној Гори за прву службену химну Црне Горе.
- Корнелије Станковић је био један од најпознатијих српских композитора XIX столећа. Музички је обрадио Химну Светом Сави, а пред смрт је искомпоновао никад неизведену химну Кнежевине Србије.